# Semantika
Semantika oziroma pomenoslovje je veda, ki se za razliko od semiotike ukvarja z nematerialno, tj. pomensko platjo jezikovnega znaka.

## Zgodovina semantike
Jezikoslovci se s pomenom dolgo niso samostojno ukvarjali, ker je pomenska plat (nematerialna plat) jezikovnega znaka težje določljiva od materialne plati. Težko je določljiva tudi meja med semantiko in pragmatiko. Poleg tega semiotika za svoje opisovanje uporablja metajezik (ojezik).
Pred osamosvojitvijo semantike so se s pomenom ukvarjale: teologija, filozofija, slovaropisje... Bolj premišljeno so nato o pomenu premišljevali znotraj etimologije (zgodovinski razvoj pomena) in dialektologije (razlike pomenov in poimenovanj v besedniih zakladih znotraj posameznih narečij). Pristop, ki sta ga za raziskovanje pomena uporabljali etimologija in dialektologija, se imenuje onomaziološki pristop. Semantika, kot veda, pa za raziskovnje pomena uporablja semaziološki pristop.
S pomenom so se torej začeli zavestno ukvarjati v okviru zgodovinske slovnice v 19. stoletju. Natančneje se je nato s pomenom ukvarjala strukturalističa slovnica v prvi polovici 20. stoletja, prve celovitejše teorije pomena pa je prinesla v drugi polovici 20. stoletja tvorbeno-pretvorbena slovnica.

## Semantika danes
Danes poznamo različne semantične teorije in pristope:
- leksikalna semantika
- kognitivna semantika
- semantika govornih dejanj
- stavčna semantika